# Gooding
Gooding és una població dels Estats Units a l'estat d'Idaho. Segons el cens del 2000 tenia 3.384 habitants.

## Demografia
Segons el cens del 2000, Gooding tenia 3.384 habitants, 1.304 habitatges, i 842 famílies. La densitat de població era de 946,8 habitants/km².
Dels 1.304 habitatges en un 31,3% hi vivien nens de menys de 18 anys, en un 50,5% hi vivien parelles casades, en un 9,7% dones solteres, i en un 35,4% no eren unitats familiars. En el 31,5% dels habitatges hi vivien persones soles el 18,7% de les quals corresponia a persones de 65 anys o més que vivien soles. El nombre mitjà de persones vivint en cada habitatge era de 2,47 i el nombre mitjà de persones que vivien en cada família era de 3,11.
Per edats la població es repartia de la següent manera: un 27,7% tenia menys de 18 anys, un 8,3% entre 18 i 24, un 24% entre 25 i 44, un 18,8% de 45 a 60 i un 21,1% 65 anys o més.
L'edat mediana era de 37 anys. Per cada 100 dones de 18 o més anys hi havia 90,4 homes.
La renda mediana per habitatge era de 29.316 $ i la renda mediana per família de 33.309 $. Els homes tenien una renda mediana de 24.688 $ mentre que les dones 16.926 $. La renda per capita de la població era de 13.752 $. Aproximadament el 12,4% de les famílies i el 17,3% de la població estaven per davall del llindar de pobresa.

## Poblacions més properes
El següent diagrama mostra les poblacions més properes.